# Vietminh
De Vietminh, een afkorting van het Vietnamees: Việt Nam Ðộc Lập Ðồng Minh Hội, was een groepering die in het destijdse Vietnam een opstand voerde tegen de Franse koloniale overheersers.

## Oprichting
De Vietminh werd in 1941 opgericht om de onafhankelijkheid van Vietnam te bewerkstelligen. De leider en een van de oprichters van de groepering was Nguyen Tat Tanh, beter bekend als Hồ Chí Minh. Behalve Ho behoorden ook Le Duan, Võ Nguyên Giáp en Pham Van Dong tot de oprichters van de groepering.

## Japanse bezetting

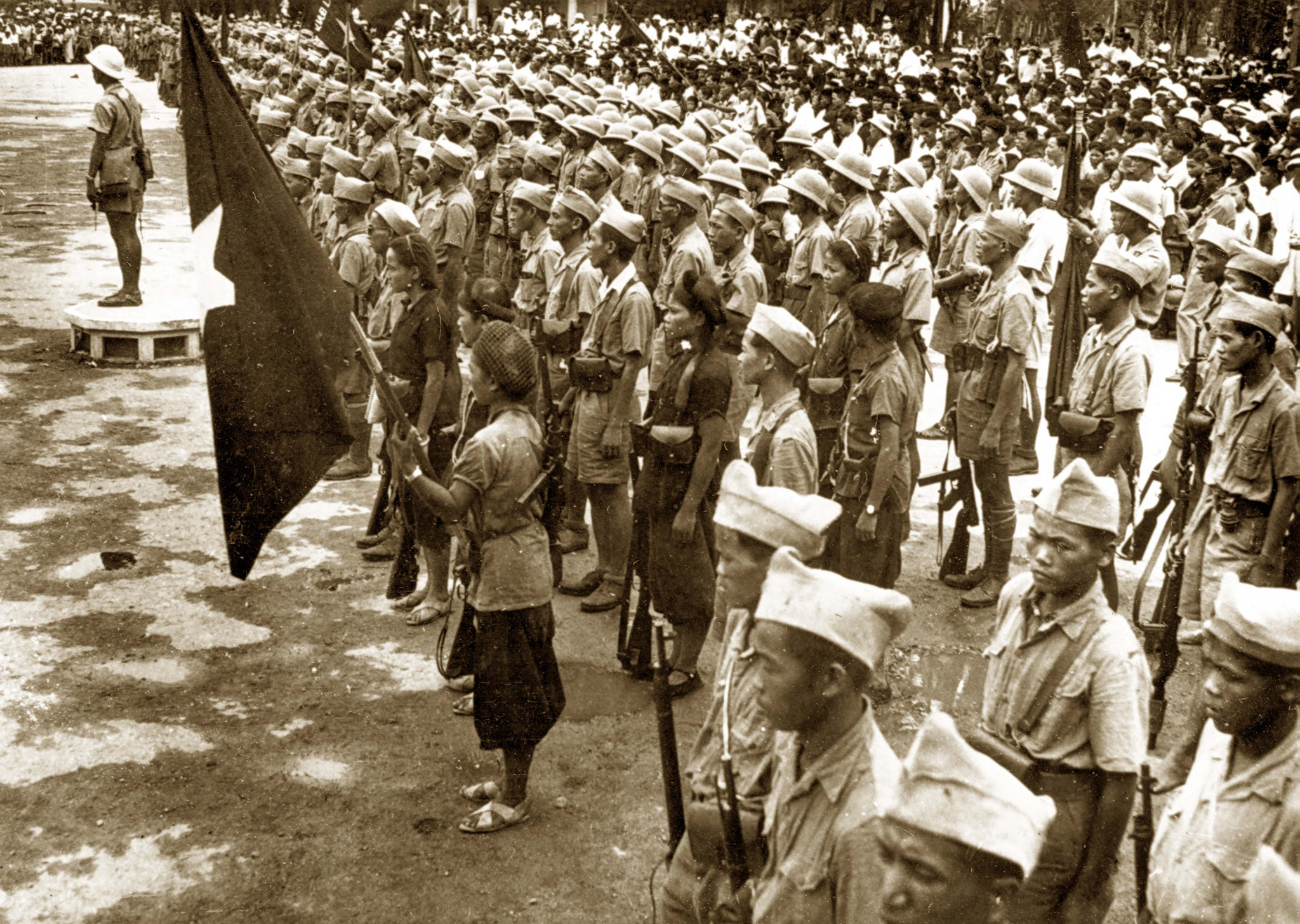
Viet Minh troepen op 2 september 1945

Gedurende de Tweede Wereldoorlog bezette Japan gedeeltes van de Unie van Indochina en daarmee gedeeltes van Vietnam. Daarom begon de Vietminh naast een campagne tegen de Fransen ook een campagne tegen de Japanse bezetters. Wegens hun verzet tegen de Japanners kreeg de Vietminh financiële steun en training van de Verenigde Staten (de OSS, voorloper van de CIA) en China.

## Japanse capitulatie en de onafhankelijkheidsverklaring
Nadat Japan in augustus 1945 had gecapituleerd, trokken de Vietminh-troepen snel naar de steden in het land. Dit in een poging om snel de controle te verkrijgen over het land voor de terugkeer van de Fransen. In tegenstelling tot in andere gebieden droeg de Japanse militaire leiding in Indochina op 18 augustus de macht over heel Indochina over aan de Vietminh. Hierna besloot de Vietminh om Hanoi binnen te trekken en daar door Ho de onafhankelijkheid te laten uitroepen. Op 23 augustus 1945 dwong ze de keizer Bảo Đại, die met de Japanners gecollaboreerd had, tot aftreden en maken hem tijdelijk lid van de Vietminh. Op 29 augustus stelde Ho een voorlopige regering aan met als hoogste raadgever Bảo Đại. Op 2 september riep Hồ Chí Minh de onafhankelijkheid en hij las hierbij passages uit de Amerikaanse Onafhankelijkheidsverklaring voor waarbij hij het woord Engeland verving door Frankrijk. Deze verklaring was hem ter beschikking gesteld door een lid van de OSS.
Vietnamese nationalisten werden vervolgd door de Vietminh. Na de Japanse overgave in 1945 begon de Vietminh een terreurcampagne tegen de gematigde constitutionalisten, liberalen en trotskisten. Op 14 september 1945 begon de Vietminh een grote operatie tegen de trotskistische marxisten waar honderden activisten omkwamen. Volgens Ho Chi Minh waren de trotskisten de “verraders en spionnen van de laagste soort”. In augustus en september 1945 werden duizenden moorden en tienduizenden ontvoeringen gepleegd.

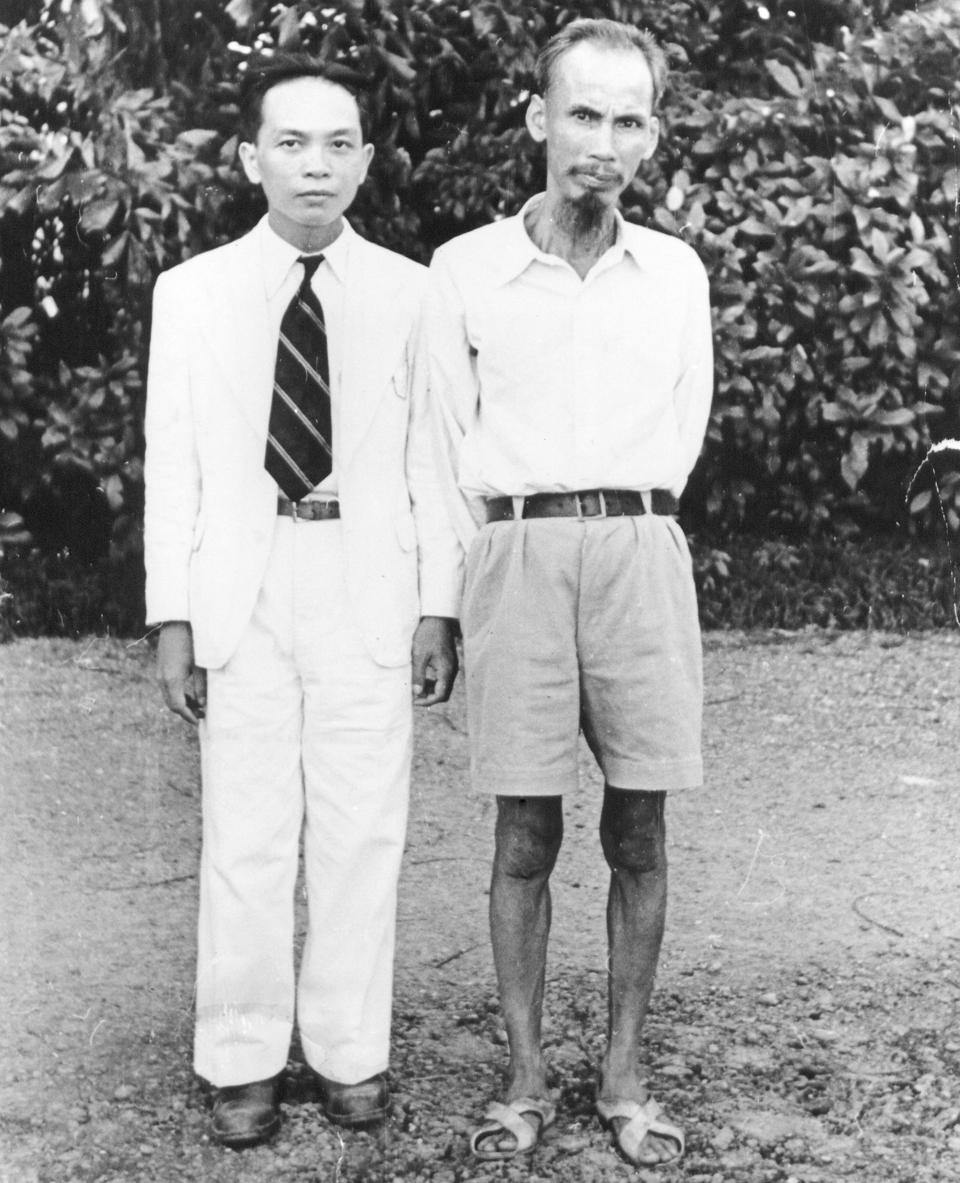
Võ Nguyên Giáp en Hồ Chí Minh

## Hervatting van de strijd tegen de Fransen
Troepen van het Verenigd Koninkrijk, onder leiding van generaal Douglas Gracey, landden op vliegbasis Tan Son Nhut op 13 september 1945. Het noorden was toebedeeld aan Chinese troepen. Die deden er weinig aan om de Franse macht te herstellen. Gedurende 1946 voert de Vietminh onderhandelingen over de onafhankelijkheid van Vietnam binnen een unie met Frankrijk en de hereniging van Tonkin, Annam en Cochin China tot één land. De Fransen beloofden dit te doen, maar admiraal Georges Thierry d'Argenlieu de Franse hoge commissaris voor Indochina brak deze belofte door in Cochin China een afzonderlijke regering aan te stellen. Na wapenstilstanden en economische bijstandsverdragen getekend te hebben vertrok Ho in september 1946 uit Frankrijk. Op 23 november 1946 bombardeerden Franse oorlogsschepen de havenstad Haiphong in Tonkin en daarmee werd de strijd hervat. In december 1946 verliet de Vietminh alle grote plaatsen om vanaf het platteland verder te vechten.
Behalve in Vietnam wilde de Vietminh het communisme ook bevorderen in Laos en Cambodja. Hiervoor werden onder Vietnamese regie guerrillabewegingen opgezet in Laos en Cambodja met communistische tegenregeringen, respectievelijk Pathet Lao (Laoland) en Nokor Khmer (Khmerland). Deze waren met name in Cambodja geen succes, daar men deze poging slechts zag als een verkapte (zoveelste) poging van de Vietnamezen om de macht over Cambodja over te nemen. Binnen deze "Vietminh van Khmerland" waren alle hogere kaders en de meeste manschappen Vietnamees of deels Vietnamees, en werden ook lagere Cambodjaanse leidinggevenden door Vietnamezen gecontroleerd. De Cambodjaanse bevolking bejegende de Vietminh even vijandig als de Franse kolonisator en schaarde zich achter hun koning.

## Einde van de Franse overheersing
Na het verlies van de Fransen in de slag van Dien Bien Phu werd Vietnam onafhankelijk. Het werd verdeeld tussen een communistisch Noord-Vietnam en een kapitalistisch Zuid-Vietnam. Deze verdeling werd op 21 juli 1954 geformaliseerd in de Akkoorden van Genève. Hierin was ook bepaald dat de verdeling slechts tijdelijk was en dat er een referendum zou worden gehouden waarin de bevolking zich over de hereniging zou kunnen uitspreken. Hiervoor was echter geen datum vastgesteld. De Vietminh nam op 11 oktober 1954 formeel de macht over in Noord-Vietnam en zou zich uit andere delen van Indochina terugtrekken.
In verschillende dorpen werden quota’s van 4 of 5 procent gebruikt bij het doden van mensen. Mensen die hadden gevochten tegen de Franse koloniale macht werden veelal uitgeschakeld door de communisten. Dit leidde tot ongeveer 50.000 executies op het platteland, waarbij de mensen die stierven in gevecht niet mee worden geteld. Ongeveer 86 procent van de communistische kaderleden werden weggezuiverd. In december 1953 begon de Vietminh agrarische hervormingen die eind 1954 geheel doorgevoerd waren in de gebieden onder hun controle. De Vietnamese communisten volgden het voorbeeld van het Chinese Grote Stap Voorwaarts, wat leidde tot een terugval van de agrarische productie en een hongersnood.
Na deze akkoorden vond er een kleine volksverhuizing plaats in het land. Vietminh-aanhangers trokken naar het noorden en katholieke Vietnamezen, en anderen die gezien werden als aanhangers van het oude koloniale gezag, trokken naar het zuiden. Op aandringen van de Verenigde Staten stelde de regering van Zuid-Vietnam het referendum steeds maar uit, en vanaf 1955 stuurden de Verenigde Staten geld en adviseurs naar het land. Aan het einde van 1959 besloot de Vietminh dan ook om leden uit Zuid-Vietnam in speciale eenheden op te nemen en Zuid-Vietnam te infiltreren. Zij verenigde de daar vechtende guerrillagroepen tegen de regering van Ngo Dinh Diem en vormde de Vietcong (Nationale Front voor de bevrijding van Vietnam).